# Walerian Bierdiajew
Walerian Bierdiajew (* 7. März 1885 in Grodno; † 28. November 1956 in Warschau) war ein polnischer Komponist, Dirigent und Musikpädagoge.
Bierdiajew hatte Violinunterricht in Kiew und studierte dann am Königlichen Konservatorium der Musik in Leipzig Musiktheorie bei Stephan Krehl, Komposition bei Max Reger, Violine bei Hans Sitt und Dirigieren bei Arthur Nikisch. 1906 debütierte er als Dirigent mit Aufführungen von Tschaikowskis Oper Eugen Onegin in Dresden und Leipzig.
Von 1906 bis 1921 war Bierdiajew Dirigent am Mariinski-Theater in Sankt Petersburg, wo unter seiner Leitung Sänger wie Mattia Battistini, Adam Didur, Ignacy Dygas, Iwan Kozlovski, Marija Maksakowa, Antonina Neschdanowa, Dmitri Smirnow und Fjodor Schaljapin auftraten. Daneben dirigierte er Sinfonieorchester in Moskau, Kiew, Charkow und Odessa und führte Werke mit den Pianisten Robert Casadesus, Vladimir Horowitz, Heinrich Neuhaus und Nikolai Orlow, den Geigern Henri Marteau und József Szigeti und dem Cellisten Gregor Piatigorsky auf. Ab 1921 war er Gastdirigent verschiedener Orchester in Polen, Deutschland, Schweden, Finnland, Estland, Lettland, Tschechien, Rumänien, Ungarn und Bulgarien. 1925 ging er in die Sowjetunion und leitete hier nacheinander die Leningrader Philharmoniker und die Orchester der Theater in Kiew, Charkow, Odessa und Swerdlowsk. Daneben unterrichtete er Dirigieren am Musik- und Theaterinstitut in Kiew, wo Leonid Kaufman, Alexander Klimow und Natan Rachlin zu seinen Schülern zählten.
1930 kehrte Bierdiajew nach Polen zurück und wurde Dirigent am Teatr Wielki in Warschau. Zugleich leitete er eine Opernklasse und war Professor für Dirigieren am Warschauer Konservatorium. Hier studierten u. a. Tadeusz Czudowski, Artur Gelbrun, Zofia Godlewska, Lucjan Gutrry, Kazimierz Hardulak, Stanisław Janiszewski, Tomasz Kiesewetter, Felicjan Lasota, Bolesław Lewandowski, Czesław Lewicki, Artur Malawski, Andrzej Panufnik, Konstanty Rogalski, Zygmunt Szczepański, Tadeusz Wilczak, Bohdan Wodiczko und Olgierd Zapiórkiewicz zu seinen Schülern. Während des Zweiten Weltkrieges war er Musikdirektor der Theater in Warschau und unterrichtete in einem Untergrund-Konservatorium, wo Edward Bury, Jan Krenz und Marian Lewandowski bei ihm studierten.
Nach 1945 unterrichtete Bierdiajew kurze Zeit an der Staatlichen Musikhochschule in Warschau und ging dann als Dirigent nach Krakau. 1947 wurde er Leiter der Krakauer Philharmoniker. Daneben lehrte er auch hier wieder an der Staatlichen Musikhochschule, wo Stanisław Has, Adam Kopyciński, Aleksander Marczewski und Stanisław Skrowaczewski zu seinen Schülern zählten. 1949 ging er als Leiter des Opernhauses nach Posen und wirkte als Professor an der dortigen Musikhochschule. Hier studierten u. a. Henryk Czyż, Stefan Stuligrosz und Roman Jankowiak bei ihm.
Ab 1954 war Bierdiajew Direktor der Wielki Teatr in Warschau und leitete eine Dirigentenklasse an der Staatlichen Musikhochschule. Im Mittelpunkt seines Repertoires als Dirigent standen neben den Werken der russischen Opernkomponisten die Opern Richard Wagners. In Sinfoniekonzerten führte er bevorzugt Werke von Beethoven, Brahms und Tschaikowski auf. Unter seiner Leitung entstanden auch die ersten Gesamtaufnahmen der Opern Halka und Straszny Dwór von Stanisław Moniuszko. Zweimal (1953 und 1955) wurde Bierdiajew mit dem Staatspreis ausgezeichnet.